# Сава Бабић
Сава Бабић (Палић, 27. јануар 1934 — Београд, 24. новембар 2012) био је српски писац, песник, преводилац и професор.
Сава Бабић долази у Београд 1993. године прелази на Филолошки факултет, где формира Катедру за хунгарологију, која почиње с радом 1994-95 школске године.
Превео је на српски језик дела мађарских писаца у које спадају Шандор Петефи, Иштван Еркењ, Миклош Хубај, Ђула Иљеш, Тибор Дери, Ђула Круди, Иштван Ерши, Шандор Вереш, Адам Бодор, Лајош Сабо, Ото Толнај, Петер Естерхази, Бела Хамваш, Имре Мадач и Шандор Марај.

## Награде
- Награда „Стражилово”, за књигу есеја У сенци књиге, 1982.
- Награда „Милош Н. Ђурић”, за превод дела Scientia sacra Беле Хамваша са мађарког, 1994.
- Деретина књига године, за превод дела Карневал и Scienta sacra Беле Хамваша са мађарког, 2005.

## Дела
Дела Саве Бабића:
- На длану, Освит, Суботица, 1971.
- Неуспео покушај да се тарабе оборе, Стражилово, Нови Сад, 1978.
- У сенци књиге, Стражилово, Нови Сад, 1981.
- Како смо преводили Петефија, Матица српска, Нови Сад, 1985.
- Разабрати у плетиву, Нови Сад, 1986.
- Превесеји, Институт за јужнословенске језике, Нови Сад, 1989.
- Љубавни јади младог филозофа Ђерда Лукача, Творачка радионица, Београд, 1990.
- Пет више пет, Дневник, Нови Сад, 1990.
- Мађарска цивилизација, Центар за геопоетику, Београд, 1996.
- Бокорје Данила Киша, Уметничка радионица, Кањижа, 1998.
- Границе ишћезавају, зар не?, Слободан Машић, Београд, 1999.
- , 1999.
- Милорад Павић мора причати приче, Београд, 1999.